# 大信地域自主運行バス
大信地域自主運行バス（たいしんちいきじしゅうんこうバス）は、福島県白河市大信地域にて運行している廃止代替バスである。
運行形態は、自家用自動車（白ナンバー車）による有償運送で、運行業務を岩瀬交通に委託している。
福島交通のバス路線が廃止されたことにより、その代替として運行を開始した。

## 沿革
- 2005年3月31日 - 大信村と矢吹町との間の福島交通バス路線廃止。
- 2005年4月1日 - 大信村により「大信自主運行バス」試験運行開始。
- 2005年5月1日 - 本格運行開始。
- 2005年11月7日 - 大信村の白河市への合併により、白河市に引き継がれる。
- 2009年4月1日 - 時刻・料金改正。福祉センター前などバス停追加。料金を一律200円から変更（概要欄参照）。

## 概要
- 料金は、1回利用中学生以上200円、小学生100円（障がい者および65歳以上は半額）、乳幼児は無料。回数券もある。
- 土曜・日曜・祝祭日及び年末年始（12/29～1/3）は運休。

## 運行系統
運行系統は以下の通り。　※2020年4月1日時点
通勤通学バス
- 老人福祉センター - 宇都野 - 大屋小学校前 - 日和田（下） - 十王橋北 - 大信庁舎前 - 中新城 - 野寺 - 矢吹駅前 - 光南高校前

シャトルバス　※火曜・木曜のみの運行
- 老人福祉センター - 宇都野 - 大屋小学校前 - 日和田（下） - 田園町府内 - 十王橋北 - 大信庁舎前 -  中新城 - 赤坂集会所前 - 野寺 - 矢吹駅前 - 矢吹メガステージ

## 車両

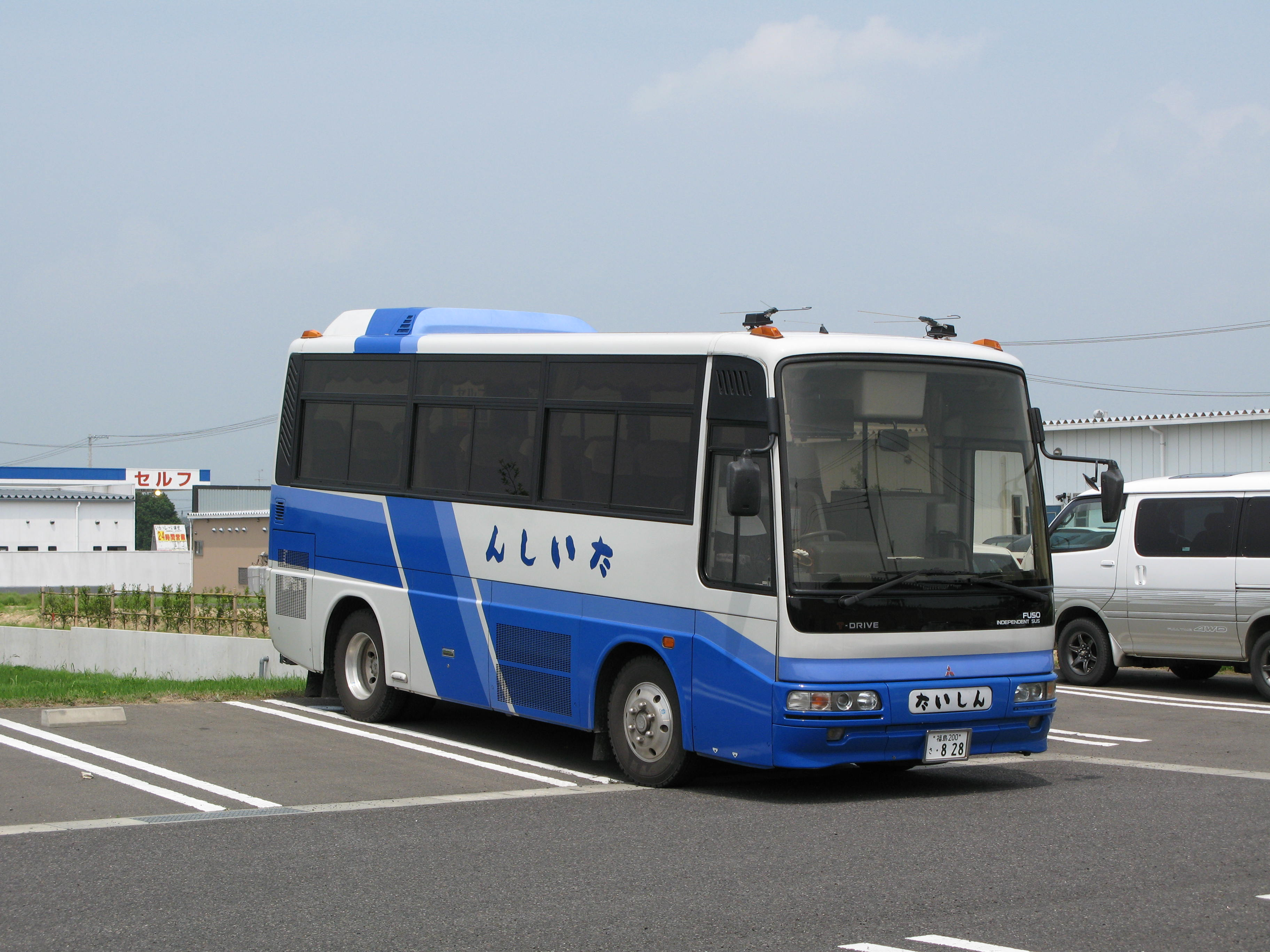
大信地域自主運行バスの車両
※写真は2014年3月までのデザイン

- 日野・リエッセII（トヨタ・コースターのOEM）を使用している。
  - 以前は写真にあるように三菱ふそう・エアロミディMJを用いていた。

## 特記事項
- バス停にポール等目印になるものは置かれておらず、普段利用しない人には乗り場がわかりにくい状況である。